# Papež Viktor II.
Papež Viktor II. ((latinsko Papa Victor Secundus) rojen kot Gebhard von Calw, Dollnstein und Hirschberg (latinsko Gebhard comte de Calw, Dollnstein et Hirschberg), je bil nemški škof, kardinal in papež, * okrog 1017, Nordgau ((Bavarska,Nemčija, Sveto rimsko cesarstvo), † 28. julij 1057 Arezzo (Toskana, Papeška država, Sveto rimsko cesarstvo; danes: Italija). 

Papež je bil od  13. aprila 1055 do svoje smrti 28. julija 1057. Bil je peti nemški papež v zgodovini, a po vrsti četrti, ki je uresničeval gregorijansko reformo. 

## Življenjepis

### Izvor in vzpon
Gebhard Graf von Calw und Dollnstein (tudi Tollenstein) und Hirschberg se je rodil okrog 1017 v Nordgauvu na Bavarskem na Nemškem kot sin švabskega grofa Hartwiga I. iz rodbine Ernste, in sorodnik svetorimskega cesarja Henrika Črnega. Po drugih se je rodil v Calwu na Švabskem – torej vsekakor v nemški plemiški družini. Njegovi starši so bili Hartwig in Biliza, a brata Gotebold in Hartwig. Prvi je pozneje postal oglejski patriarh (1048–1063), a Hartwig odvetnik v Eichstättu. Njegov daljni sorodnik je bil tudi regensburški škof Gebhard III. (1036–1060), ki je bil polbrat cesarja Konrada II. (1024–1039) in torej stric cesarja Henrika III. (1039–1056). 

Prav regensburški škof je 1042 predložil Gebharda – ki se je vzgajal v stolni šoli v bavarskem mestu ter bil kanonik v Regensburgu – kot kandidata za tedaj izpraznjeni škofijski sedež v Eichstättu. Petindvajsetletnega cesarja je v prvem trenutku pohujšala mlada doba kandidata, saj je bil tedaj Gebhard mlajši od vladarja; ni torej še dosegel dobe tridesetih let, ki jo predpisuje kanonsko pravo za prosilce škofovske službe. Očitno tedaj ni bil član cesarske kapele. Ko pa se je mainški škof Bardo (1031–1051) izrekel v prid njegove kandidature, ga je suveren za Božič 1042 uvedel v Goslarju na škofijski sedež v Eichstättu, čeprav tudi sedaj ni imel več kot 24 let. Na tem položaju je podpiral cesarjevo usmeritev in postal njegov ožji svetovalec. Na tem položaju so mu njegove sposobnosti pomagale, da je pomembno prispeval k Henrikovemu delovanju in postal končno njegov glavni svetovalec. 

Pravijo, da je kot škof Gebhard napravil vtis na sodobnike s svojo učenostjo in izvedenostjo v duhovnih in zemeljskih strokah. Očitno je očaral tudi Henrika III. Okrog 1050 se je Gebhard uvrstil med glavne cesarjeve svetovalce. Sodobniki poudarjajo njegov pomen kot drugega za kraljem. Oviral pa je delovanje Leona IX. v njegovem pohodu zoper Normane v južni Italiji, ko je dal poklicati z bojišča večino nemških vojakov; s tem je posredno prispeval k ponižujočemu porazu v bitki pri Civitatah, 18. unija 1053. To potezo je pozneje kot papež močno obžaloval. Kot glavni razlog tega dejanja omenjajo neurejene razmere na Bavarskem. 

Ko je odstavil cesar vojvoda Konrada, je postavil Gerharda za bavarskega vojvoda.  

Med septembrom 1046 in majem 1047 je novoizvoljeni škof spremljal Henrika III. v Rim, in si je tako lahko ustvaril predstavo o političnem položaju v srednje-severni Italiji. Med drugim je sodeloval oktobra 1046 v Paviji na cesarskem zboru z velikaši severne Italije, decembra pa na zborovanju v Sutriju in Rimu, ko so odstavili vse tri papeže: Gregorja VI., Silvestra III. in Benedikta IX.. Navzoč je bil v Rimu tudi pri papeški izvolitvi prvega nemškega reformnega škofa Suidgerja iz Bamberga - Klemena II. – kakor tudi cesarskemu kronanju Henrika III. naslednji – božični dan 1046.  

## Papež
Po smrti papeža Leona IX. je sedisvakanca trajala kar celo leto. Tedaj je poslanstvo pod Hildebrandovim vodstvom – poznejšim Gregorjem VII., prišlo v Mainz in prosilo cesarja, naj imenuje v osebi eichstättskega škofa Gerharda njegovega naslednika. Cesar ga je res imenoval po dolgem premišljevanju septembra 1054, vendar se je dal Gebhard preprositi šele marca; v medčasu je dobil od cesarja zagotovila, da bodo Cerkvi vrnjena vsa odvzeta posestva, in da bo smel zadržati tudi svojo nemško škofijo; takrat je odšel v Rim, kjer so ga ustoličili v Baziliki svetega Petra 13. aprila 1055; privzel si je ime Viktor II.. Njegove odnose s cesarjem je zaznamovalo prijateljsko sodelovanje v cerkvenih zadevah, v varovanju papeškega premoženja Matrimonium Petri, ter v obrambi papeških in cesarskih pravic v Južni Italiji. 
Viktor je svoj pontifikat začel s sinodo v Firencah, kjer je v cesarjevi navzočnosti nastopil po smernicah svojega predhodnika proti simoniji, proti ženitvi duhovnikov in proti raznim oblikam odtujevanja cerkvenega imetja. Sinodalne sklepe je še posebej razglasil v južni Franciji, kjer so bila vprašanja zelo pereča. Kot nekdanji državni kancler je tudi v Italiji ščitil cesarske interese. Henrik III. mu je zaupal v upravo vojvodstvi Spoleto in Fermo. Jeseni 1056 je na cesarjev poziv obiskal Nemčijo. Umirajočemu cesarju je obljubil, da bo varoval pravice njegovega komaj 6-letnega sina Henrika. 28. oktobra je pokopal Henrika III. v aachenski stolnici, novembra pa prav tam slovesno za nemškega kralja kronal Henrika IV. s tem, da je vladarske posle namesto mladoletnega sina prevzela njegova mati Neža. Nadalje je okrepil položaj dečka-kralja, ko je priporočil knezom, naj mu bodo zvesti na zboru v Kelmorajnu zgodaj decembra, in na zboru v Regensburgu na sam Božič. 

Februarja 1057 se je papež vrnil v Italijo, 18. aprila vodil sinodo v Lateranu;  poleti pa še v Arezzu, kjer je 28. julija 1057 umrl. Z Viktorjem se je končala vrsta nemških reformnih papežev in tudi cesarji so zgubili vodilno vlogo pri prenovi Cerkve. 
Na cerkvenem zboru 4. junija 1055 – na binkoštno nedeljo – sta se torej srečala papež in cesar v Florenci in sklicala sinodo, ki je ponovno obsodila simonijo, duhovniško priležništvo in odtujevanje cerkvenega premoženja, kot je to storil že njegov predhodnik papež Leon IX.. Več prizadetih prelatov je takoj izgubilo svoj položaj. Čeprav mu je poprej večkrat nasprotoval, je uvidel, da je najbolje, če zvesto hodi po njegovih stopinjah; nasprotoval je bil zlasti Leonovi vojni proti Normanom, kar je pripreljalo do hudega poraza. Razlika je bila v tem, da je užival ne le zaupanje, ampak tudi vsestransko cesarjevo podporo in je tako uspel lahko tudi tam, kje se Leonu ni posrečilo. Na tej sinodi je bilo navzočih 120 škofov. Obravnavali so tudi razmere v Španiji, kjer kralj Ferdinand ni hotel več priznavati Henrikove vrhovne oblasti in plačevanja davka. Papež mu je v strahu, da se ne bi dežela ločila od katoliške Cerkve, zagrozil s kaznijo izobčenja, če ne bo izkazal vdanosti svojemu fevdnemu gospodu. Podobno so mu zagrozili tudi drugi evropski kralji; Ferdinand se je uklonil. 

### Navzoč ob cesarjevi smrti
Naslednjega leta ga je poklical k sebi cesar, in je bil tako njegov glavni svetovalec navzoč ob njegovi smrtni postelji v Bodfeldu v Harzu dne 5. oktobra 1056. Obljubil mu je, da bo poskrbel za nasledstvene pravice šestletnega Henrika zoper mogočne nasprotnike. Poskrbel po cesarjevi želji za njegov pogreb v Speyerju, kjer je njegovo truplo položil na praznik svetih apostolov Simona in Juda Tadeja - 28. oktobra - torej na njegov god - v kripto stolnice. Med koncem novembra in v začetku decembra 1056 je Viktor odšel z malim Henrikom IV. v Aachen (Aquisgrana), kjer ga je posadil na prestol Karla Velikega; to je pomenilo začetek kraljevanja novega kralja, ki se bo kmalu v prihodnosti za vso skrb pokazal do papežev nevrednega in nehvaležnega. 
Postal je torej krušni oče Henrikovega mladoletnega sina Henrika IV. in svetovalec Neže Aragonske, Henrikove matere. Tako si je Viktor pridobil velikansko moč, ki jo je pa uporabljal za vzdrževanje mirnega sožitja s cesarstvom in da bi okrepil papeštvo nasproti velikaški samovolji, med katerimi so bili najnevarnejši grof Balduin V. Flandrijski, Godfrid III. Lotaringijski in celo njegov stric na škofijskem sedežu, regensburški škof Gebhard III.   

## Dela
- »Documenta Catholica Omnia« (v latinščini). Cooperatorum Veritatis Societatis. Pridobljeno 6. decembra 2011.

1. Imenoval je pet kardinalov v dveh konzistorijih. [13] Cathopedia (verjetno pomotoma) ve le za 4 kardinale. [14]
2. Viktor je izobčil barcelonskega grofa Rajmonda Berengarja I. [15] in ter njegovo drugo ženo Almodo - Almodis od Marke [16] zaradi prešuštva, ker jo je ugrabil še živemu možu. [17][18]
3. Že leta 1050 je Leon IX. na rimski sinodi obsodil novo herezijo, ki jo je učil Berengar iz Toursa, arhidiakon v Angersu; le-ta je pridigal zoper skrivnost transsubstanciacije med sveto mašo. Zoper krivoverstvo je deloval tudi papež Viktor, ki je v ta namen poslal v Francijo kardinala Hildebranda. [19]

## Smrt

### Smrt
Kratko po svoji vrnitvi v Italijo je papež Viktor II. vodil zborovanje v Arezzu, kjer se je zaustavil, da bi pomiril spor med škofoma Arezza in Siene. Nenadoma in nepričakovano je umrl dne 28. julija 1057 v Arezzu za vročino; drugi menijo, da je bil zastrupljen. Verjetno je padel kot žrtev epidemije mrzlice med vročim laškim poletjem; dodatno preobremenjenost so pomenila številna papeževa potovanja in zborovanja, ki so ga hudo izčrpala. 

### Pokop in grob
Ko so njegovi pristaši hoteli prepeljati njegovo truplo na njegov prejšnji škofijski sedež v Eichstättu, ki ga je zadržal tudi kot papež, so ga ponoči skrivaj ukradli prebivalci Ravene in ga prenesli v Mavzolej Teoderika Velikega v tem mestu, ki je takrat bil del benediktinskega samostana  Sancta Maria ad forum; pozneje je za truplom izginila vsaka sled. 

Po drugi verziji so Viktorjevo spremstvo napadli roparji blizu Ravene in ga prisilili, da so ga pokopali v cerkvi Santa Maria Rotunda v grob, ki ga danes ni več. O njegovem grobu pa ni sledu niti v Teodorikovem mavzoleju, čeprav je bil očitno spremenjen v krščansko cerkev. V mavzoleju pa na drugem nadstropju le obstaja ogrodje velikega praznega sarkofaga, ki je podoben kopalni kadi; verjetno pa ni pripadal niti Viktorju niti Teoderiku. 

Govorijo pa nekateri, da je bil Viktor pokopan ali pa pozneje prenesen v San Reparata v Florenci in sicer v prvotni cerkvi, nad katero so zgradili sedanjo stolnico (Il Duomo), a za to manjkajo dokazi. 

### Spomin
1945 je napravila kiparka Fischlova kip  Viktorja II. v Eichstättski stolnici. Mesto je poimenovalo po papežu tudi ulico: 
Papst-Victor-Straße. Mesto Eichstätt je dalo poimenovati v čast papeža Papst-Viktor-Straße tudi v trgu Dollnstein in še v eni občini njegove škofije.

## Ocena
- Nadaljujemo prikaz nekaterih najpomembnejših papežev v zgodovini. V XI. stoletju je dal ta papež velik zagon delu za cerkveno prenovo, in sicer samo v dveh letih svojega papeževanja… Cesarju Henriku III. se imajo tako zahvaliti za imenovanje kar štirje papeži:  Suidger iz Bamberga (Klemen II.), Popon iz Briksena (Damaz II.), Bruno iz Tula (Leon IX.) in Gebhard iz Eichstätta (Viktor II.). To dokazuje tesen odnos med vero in politiko v tem obdobju cerkvene zgodovine: v tem okolju se giblje tudi papeštvo Viktorja II. Novembra 1054 je Henrik imenoval Gebarda za papeža. On pa ni sprejel takoj: pri srcu mu je bila zlasti neodvisnost in samostojnost Cerkve; res je sprejel šele tedaj, ko mu je cesar zagotovil, da bodo Svetemu sedežu vrnjene nekatere pravice in nekatera ozemlja, in sicer je sprejel cesarjevo umeščanje šele marca 1055 v Regensburgu. »Čeprav je bil predvsem odločen upravnik, si je prizadeval tudi za cerkveno obnovo;« tako je nadaljeval najboljše delo papeža Leona IX. in zaupal kardinalu Hildebrandu iz Soane, najpomembnejšemu cerkvenemu liku tistega časa in prihodnjemu papežu Gregorju VII., to prenovitveno delo. [22] [23]
- Gebhard je dokazal, da je – kljub mladosti 24-ih let – dober škof in preudaren državnik. [5]
- Bil je izredno izobražen in politčno izurjen; najboljše je poznal zakonske pravne zahteve kraljestva do cerkvenih posestev. [12]
- Klaus Graf oporeka, da bi bil Gerhard Graf von Calw (=de Calice) in meni, da je njegovo poreklo pravzaprav nejasno. [24]

### Odnos med papeštvom in cesarstvom
- Tesno sodelovanje in dobri odnosi med cathedra Petri in Sacrum Romanum imperium – med  Petrovim sedežem in  Svetorimskim cesarstvom – med oltarjem in prestolom torej – je bilo posebna značilnost Viktorjeve vladavine. Sožitje Regnum et Sacerdotium (kraljestvo in duhovništvo) je doživelo vendarle s smrtjo  Henrika III. in Viktorja II. svoj vrhunec in obenem konec; ta povezava se bo v naslednjih letih investiturnega boja morala dokončno pretrgati. Polagoma pojemajoči vpliv svetnih vladarjev na papeštvo se je kmalu pokazal, ko je Viktorjev naslednik Štefan IX. avgusta  1057 bil ustoličen pravzaprav brez kakršnegakoli soglasja salijskih vladarjev. Tako označuje smrt Viktorja II. obenem tudi konec nemškega prenoviteljskega papeštva. [25]
- Izhajajoč od vladarskih podob v srednjeveških evagelistarijih je ponazoril Weinfurter [26]korenit prelom v skupni igri med papežem in cesarjem – od posvetnega vladarja kot Božjega skrbnika, vse do papeža kot pravega Kristusovega namestnika, ki se mu mora podrejati tudi svetni vladar. Če  je še nekako do sredine 11. stoletja obstajalo sodelovanje, pri katerem je cesar kot samoumevno in odgovorno sprejemal vlogo varuha Cerkve in pri tem umeščal njemu pripadajoče škofe, celo samega papeža, je prišlo v drugi polovici stoletja do nadvlade papeštva. To je vodilo med drugim k temu, da je rimsko-nemški vladar izgubil svoj edinstveni položaj na Zahodu; knezi pa so pridobili na moči, da so se vsepovsod oblikovali narodi, ter je nastalo lastno cerkveno pravo in lastno posvetno pravo. Če je cesar Henrik III. (1039–1056) še začetno cerkveno obnovo dejavno podpiral, se je le-ta obrnila ravno pod njegovim sinom Henrikom IV. (1056–1106) zoper kraljestvo. Weinfurter kaže kot spodbujevalca za razvoj zahtevo za novo  nedvoumnostjo, ki je odnose med Cerkvijo in posvetno družbo temeljito predrugačila tako v vladanju kot v pravu. Predvsem je Gregor VII. zahteval na do tedaj nepoznan in docela prevratniški način vseobsegajočo oblast za papeža in popolno pokorščino. To je naletelo najprej na osupel odpor kralju zvestega škofovstva – tudi v Eichstättu; kakor tudi med drugim kaže Liber Gudnecarii; našel je pa vendarle vedno več pripadnikov tudi med knezi. [27]